# Sings a String of Harold Arlen
Sings a String of Harold Arlen è un album in studio del cantante statunitense Tony Bennett, pubblicato nel 1961.
Si tratta di un album tributo a Harold Arlen.

## Tracce
1. When the Sun Comes Out
2. Over the Rainbow
3. House of Flowers
4. Come Rain or Come Shine
5. For Every Man There's a Woman
6. Let's Fall in Love
7. Right as the Rain
8. It Was Written in the Stars
9. What Good Does It Do
10. Fun to Be Fooled
11. This Time the Dream's on Me
12. I've Got the World on a String